# Telefon towarzyski
Telefon towarzyski – system stosowany w przeszłości w telefonii stacjonarnej, umożliwiający podłączenie do centrali telefonicznej dwóch różnych abonentów (z różnymi numerami) za pośrednictwem pojedynczej pary przewodów. Rozwiązanie to stosowane było w czasach, kiedy koszt miedzianych wiązek kabli telekomunikacyjnych był na tyle wysoki, że ekonomicznie uzasadnione było rozwiązanie ograniczające użyteczność telefonów obu abonentów (ograniczenie to polegało głównie na tym, że obaj abonenci nie mogli prowadzić rozmów z innymi abonentami w tym samym czasie; możliwe jednak było połączenie ich obu ze sobą) na korzyść zmniejszenia liczby par przewodów łączących aparaty abonenckie z centralą. Racjonalnym ekonomicznie warunkiem podłączenia dwóch abonentów "towarzyskich" do centrali była względnie niewielka odległość pomiędzy obu aparatami (np. w różnych mieszkaniach tego samego lub sąsiednich budynków). Rozwiązanie to wyszło z użycia w latach 70. XX wieku.
Technicznie rozwiązanie to polegało na tym, że obydwaj abonenci mieli łączność z centralą przy pomocy tej samej pary przewodów, przy czym w czasie, kiedy jeden z nich rozmawiał, to jedna z żył tej pary była uziemiana, a kiedy rozmawiał drugi – uziemiana była druga żyła. Prąd dzwonienia i sygnał rozmówny docierały do każdego z abonentów pomiędzy dwoma przewodami kabla telefonicznego, jak w normalnej linii. Układ styków w przekaźnikach koercyjnych i układ półprzewodnikowy (selenowy lub diodowy) zapobiegały możliwości przerwania toczącej się rozmowy jednego z abonentów w chwili, gdyby drugi chciał równocześnie zatelefonować bądź gdyby w tym czasie przyszło wywołanie drugiego abonenta z zewnątrz (zewnętrzny rozmówca otrzymywał wówczas sygnał zajętości).
Telefon towarzyski miał także swoistą wadę, objawiającą się m.in. wówczas, kiedy w wyniku długotrwałej eksploatacji styki przełączników i przekaźników śniedziały i rosła ich rezystancja, albo gdy styki te mechanicznie się odkształcały i nie zapewniały prawidłowych połączeń. Skuteczność uziemiania wówczas zmniejszała się, co mogło powodować przesłuchy pomiędzy obydwu abonentami a w skrajnych przypadkach – umożliwiało podsłuchiwanie rozmów jednego abonenta przez drugiego.
Uciążliwości telefonu towarzyskiego (blokowanie rozmów jednego abonenta przez drugiego, zwłaszcza jeśli ten drugi rozmawia dużo i długo) stały się kanwą amerykańskiego filmu komediowego "Telefon towarzyski" (ang. tytuł oryginalny Pillow Talk) w reżyserii Michaela Gordona (z udziałem Doris Day, Rocka Hudsona i Thelmy Ritter), nagrodzonego w 1959 Oscarem za scenariusz (Russell Rouse, Clarence Greene, Stanley Shapiro i Maurice Richlin).
Angielskie określenie party line (albo shared line) obejmuje szerszą klasę wspólnych połączeń większej liczby aparatów telefonicznych do tego samego kabla, także takich, w których nie stosuje się żadnych technicznych rozwiązań mających na celu rozdzielenie różnych abonentów tak, aby się nawzajem nie słyszeli.